# プリ・フムリー
プリ・フムリー (ペルシア語:پل خمری) はアフガニスタン北部のバグラーン州の州都である。2015年の人口は約22.1万人だった。面積は37.52km2で、6つの区に分かれる。人口の大部分がタジク人で、主にペルシア語が話される。

## 土地利用
プリ・フムリーは北東部の交易・交通の中心地である
。
65%が農地である
。

## 経済
プリ・フムリーにはダムが有り、電力を供給している。1954年にチェコスロバキアの援助を得て、アフガニスタン初のセメント工場が造られた。ハーミド・カルザイ (初代大統領：2004年 - 2014年) の兄弟のマフムード・カルザイが所有している。工場の裏の丘で石灰岩が採れる
。
郊外のカン・カン村に炭鉱が有るが、設備は古い。農業が盛んであり、特に小麦と米が中心である。

## 地方復興チーム
ハンガリーの地方復興チームが2013年3月まで活動していた
。
プレ・フムリーからカーブルまで送電線が引かれている。